# Distrito electoral de Coffee (condado de Wabash, Illinois)
Coffee (en inglés: Coffee Precinct) es un distrito electoral ubicado en el condado de Wabash en el estado estadounidense de Illinois. En el Censo de 2010 tenía una población de 353 habitantes y una densidad poblacional de 6,11 personas por km².

## Geografía
Coffee se encuentra ubicado en las coordenadas 38°20′12″N 87°51′32″O / 38.33667, -87.85889. Según la Oficina del Censo de los Estados Unidos, Coffee tiene una superficie total de 57.77 km², de la cual 54.7 km² corresponden a tierra firme y (5.32%) 3.07 km² es agua.

## Demografía
Según el censo de 2010, había 353 personas residiendo en Coffee. La densidad de población era de 6,11 hab./km². De los 353 habitantes, Coffee estaba compuesto por el 96.88% blancos, el 0% eran afroamericanos, el 1.42% eran amerindios, el 0% eran asiáticos, el 0% eran isleños del Pacífico, el 0% eran de otras razas y el 1.7% pertenecían a dos o más razas. Del total de la población el 0.57% eran hispanos o latinos de cualquier raza.